# Perrierastrum
Perrierastrum  é um gênero botânico da família Lamiaceae.

## Espécie
- Perrierastrum oreophilum

## Nome
Perrierastrum, Guillaumin